# Gjert Høie Sjursen
Gjert Høie Sjursen (* 9. Januar 2000) ist ein norwegischer Hürdenläufer, der sich auf die 110-Meter-Distanz spezialisiert hat.

## Sportliche Laufbahn
Erste internationale Erfahrungen sammelte Gjert Høie Sjursen beim Europäischen Olympischen Jugendfestival (EYOF) 2016 in Tiflis, bei dem er mit 14,58 s in der ersten Runde über 110 m Hürden ausschied. 2023 belegte er bei den World University Games in Chengdu mit 7199 Punkten den fünften Platz im Zehnkampf und 2025 gelangte er bei den World University Games in Bochum mit 7268 Punkten auf Rang fünf.
In den Jahren 2019 und 2022 wurde Sjursen norwegischer Hallenmeister im 60-Meter-Hürdenlauf sowie 2023 im Siebenkampf. Zudem wurde er 2024 und 2025 Landesmeister im Zehnkampf.

## Persönliche Bestzeiten
- 110 m Hürden: 14,71 s (−0,4 m/s), 26. Juni 2022 in Stjørdal
  - 60 m Hürden (Halle): 8,19 s, 13. Februar 2022 in Uppsala
- Zehnkampf: 7299 Punkte, 12. Juni 2022 in Seinäjoki